# Kollaps (Buch)
Kollaps: Warum Gesellschaften überleben oder untergehen ist ein im Jahr 2005 erschienenes Buch des US-amerikanischen  Evolutionsbiologen und Biogeografen Jared Diamond. Der englische Originaltitel lautet: Collapse. How Societies Choose to Fail or Succeed. Das Buch untersucht die Gründe für den Zusammenbruch mehrerer historischer Gesellschaften, arbeitet Gemeinsamkeiten heraus und beschreibt Lehren, die die Menschheit heute daraus ziehen kann. Diamond nutzt für seine Analyse Erkenntnisse aus verschiedenen wissenschaftlichen Fachgebieten. Er legt dar, dass Gesellschaftszusammenbrüche oft ihre Ursache in selbst verursachten ökologischen Krisen haben, dass aber die Menschen diesen Krisen nicht hilflos ausgeliefert sind.

## Inhalt

### Einleitung
In der Einleitung definiert Diamond den Kollaps von Gesellschaften als „einen drastischen Rückgang der Bevölkerungszahl und/oder der politisch-wirtschaftlich-sozialen Komplexität, der sich auf ein größeres Gebiet erstreckt und längere Zeit andauert“. Ferner beschreibt Diamond in der Einleitung seine Methodik:

„In diesem Buch wende ich die vergleichende Methode an, um Gesellschaftszusammenbrüche zu verstehen, zu denen Umweltprobleme beigetragen haben. In meinem vorherigen Buch Arm und Reich – Die Schicksale menschlicher Gesellschaften habe ich nach dem gleichen Verfahren die umgekehrte Frage untersucht: warum Gesellschaften während der letzten 13000 Jahre auf den einzelnen Kontinenten so unterschiedlich schnell aufgestiegen sind. In dem vorliegenden Buch konzentriere ich mich nicht auf den Aufschwung, sondern auf den Zusammenbruch; ich vergleiche viele Gesellschaften aus der Vergangenheit und der Gegenwart in Hinblick auf die Unterschiede bei ökologischer Empfindlichkeit, Beziehungen zu Nachbarn, politischen Institutionen und anderen ‚Ausgangsvariablen‘, die sich der Theorie nach auf Stabilität auswirken. Die ‚Ergebnisvariablen‘, die ich untersuche, sind Zusammenbruch oder Überleben, sowie die Form des Zusammenbruchs, falls ein solcher stattfindet. Indem ich einen Zusammenhang zwischen Ergebnisvariablen und Ausgangsvariablen herstelle, möchte ich den Einfluss potenzieller Ausgangsvariablen auf den Zusammenbruch dingfest machen.“

### Gliederung
Das Buch ist in vier Abschnitte gegliedert.
- Teil 1 beschreibt die Umwelt des US-Bundesstaats Montana, wobei Zusammenspiel von Gesellschaft und Umwelt untersucht wird. Er hält fest, dass selbst in einem modernen amerikanischen Bundesstaat eine veränderte Ökologie langfristige und gravierende Schäden aufkommen lässt.
- Teil 2 beschreibt primär den Zusammenbruch verschiedener vergangener Kulturen (Anasazi-Indianer in Nordamerika, Polynesier der Osterinsel, Polynesier auf Pitcairn und Henderson, die Maya und die Wikinger auf Grönland) und findet eine Ordnung von fünf Faktoren, die den Zusammenbruch bedingen. Kontrastierend nennt er Beispiele für alte Gesellschaften, die durch kluge Reaktion auf Veränderungen ihr Überleben gesichert hätten (so etwa die Aufforstung von Wäldern im Japan der Tokugawa-Epoche).
- Teil 3 untersucht heutige Gesellschaften (u. a. Ruanda, China und Australien) und ihre Gefährdungslage.
- Teil 4 versucht, aus den verschiedenen Beispielen eine Lehre für heute zu finden. Dabei wird eine Reihe von Maßnahmen vorgeschlagen, die unsere sich „auf einem nicht nachhaltigen Kurs“ befindliche Gesellschaft die zwölf Probleme der Nichtnachhaltigkeit, die er im Buch identifiziert, umgehen lassen können.

### Argumentation

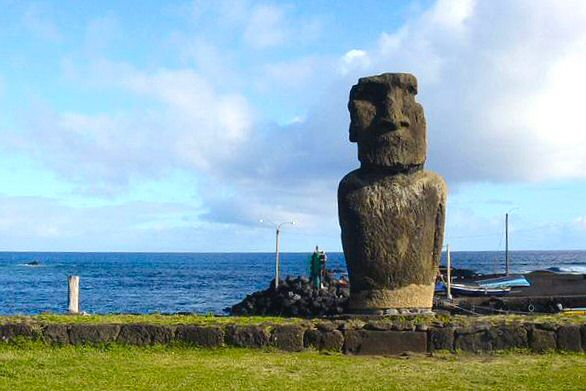
Nach Diamond ist die Osterinsel das beste historische Beispiel für einen Gesellschaftszusammenbruch in Isolation. Eine kulturell begründete verheerende Entwaldung habe zu einer rapiden Verschlechterung der Gesamtlage und zu einem Bürgerkrieg geführt, der den Großteil der Bevölkerung vernichtete.

Diamond macht fünf wesentliche Gründe aus, die zum Zusammenbruch der von ihm untersuchten historischen Gesellschaften geführt haben:
1. Umweltschäden
2. Klimaschwankungen
3. Feindliche Nachbarn
4. Wegfall von Handelspartnern
5. eine falsche Reaktion der Gesellschaft auf Veränderung

Bereits an der Liste ist erkennbar, dass Diamond seine Untersuchungen nicht auf ökologische Probleme verengt, sondern die Interaktion von Umwelt und menschlichem Handeln untersucht. Allerdings blendet er die Rolle von Seuchen und Bürgerkriege bis auf wenige Beispiele aus.
Umweltschäden umfassen das Abholzen von Wäldern und die daraus folgende Bodenerosion. Aber auch die Bodenversalzung durch falsche Bewässerung und zurückgehende Bodenfruchtbarkeit durch zu intensive Bewirtschaftung. Diamond zeigt am Beispiel der Osterinsel, dass die Schäden bis zur totalen Entwaldung gehen.
Klimaschwankungen, etwa Mittelalterliche Klimaanomalien oder die Kleine Eiszeit, waren zur Zeit der untersuchten Gesellschaften natürliche Phänomene. Das Klima schwankt oft in Zeitabständen, die größer sind als die Generationszeit der damaligen Menschen. Aufgrund des Fehlens einer Schrift ging so das Wissen über Klimaschwankungen oft verloren. Damit fiel es den Gesellschaften schwer, sich auf das Phänomen einzustellen. Insbesondere kann ein über viele Jahre anhaltendes günstiges Klima zu einer wachsenden Bevölkerung führen. Geht das Klima dann in eine weniger günstige Phase über, kann die größere Bevölkerung evtl. nicht mehr ernährt werden und die dies verursachenden gesellschaftlichen Spannungen führen zur Selbstzerstörung der Gesellschaft. Zusätzlich kann eine Klimaveränderung die bereits aus den Umweltschäden resultierenden Probleme massiv verstärken.
Gesellschaften waren auch in historischer Zeit selten isoliert. Neben feindlichen Nachbarn, deren Beitrag zum Untergang einer Gesellschaft offensichtlich ist, spielen auch Handelspartner eine wichtige Rolle. Diamond zeigt am Beispiel der Henderson-Insel, wie der Verlust eines strategisch wichtigen Handelspartners eine Gesellschaft vollkommen verschwinden lassen kann.
Dass der Untergang nicht unabänderlich durch ökologische Gesichtspunkte bedingt ist, zeigt Diamond durch den Vergleich von Gesellschaften im gleichen Lebensraum. Hierzu zieht er primär Normannisch-Grönland und die Inuit heran. Während die Wikinger-Siedlungen in Grönland letztendlich untergingen, konnten die Inuit zur selben Zeit trotz der lebensfeindlichen Umgebung überleben. Diamond zeigt, dass hier insbesondere das Festhalten an mittelalterlich-europäischen Verhaltensweisen – die vorher jahrhundertelang sehr gut funktioniert hatten – den Wikingern eine Anpassung an veränderte Rahmenbedingungen erschwerten. Entscheidend ist also die gewählte Reaktion auf Veränderungen.
Diamonds Argumentationen und viele seiner Beispiele waren dabei keineswegs neu. Ganz ähnlich hatte sich bereits in den 1950er Jahren der deutsche Sachbuchautor und Umweltschutzaktivist Erich Hornsmann unter anderem in seinen Büchern geäußert.

### Ausblick
Laut Diamond gibt es zwölf ökologische Faktoren, die zur Schwächung und zum Untergang von Gesellschaften beitragen können. Acht dieser Faktoren kamen bereits beim Untergang historischer Gesellschaften zum Tragen: unter anderem Entwaldung, Erosion und Versalzung des Bodens, Überfischung, Verschwendung von Süßwasser und Überbevölkerung. Dazu kommen neuerdings vier Faktoren, die heutige und künftige Gesellschaften zusätzlich bedrohen:
1. die menschengemachte Klimaerwärmung
2. Umweltgifte
3. Energiekrisen
4. die volle Nutzung der Photosyntheseleistung der Erde

Eine entscheidende Rolle spielt für Diamonds Betrachtung immer das Vorliegen einer konkreten Überbevölkerung. Denn würden Teile der Gesellschaft mit lebensbedrohlichen Veränderungen ihrer Umwelt konfrontiert werden, würden sie keinesfalls passiv sterben, sondern bei dem Versuch zu überleben auch die Teile der Gesellschaft gefährden, die bisher nicht betroffen waren und sich möglicherweise in falscher Sicherheit wähnten. Nicht allein der notleidende Teil, sondern die eng vernetzte Gesamtgesellschaft bricht in einer schnellen Katastrophe zusammen und erleidet einen „Kollaps“.
Diamond sieht unsere durch die Globalisierung entstandene Weltgesellschaft – der sich niemand entziehen könne – in eben jener Gefahr. Er behauptet aber nicht, dass unabänderliche ökologische Faktoren die einzige Ursache für das Zusammenbrechen von Gesellschaften seien, auch politische und ökonomische Faktoren – also letztlich vor allem die Reaktion auf die ökologischen Bedingungen – stellen den Grund dar. Im Ergebnis sieht Diamond trotz seiner verheerenden Gesamtdiagnose „Zeichen der Hoffnung“ und Grund für einen „vorsichtigen Optimismus“ für die Zukunft, da trotz großer Gefährdungen eine kluge Reaktion auf die veränderten Gesamtbedingungen der ökologischen Weltbedingungen theoretisch noch möglich sei.

## Rezeption
Im Januar 2005 veröffentlichte die New York Times einen Artikel von Diamond, in dem er die Hauptaussagen von Collapse vorab darstellte. Im Mai 2005, als das Buch auf Deutsch erschien, hielt Diamond als Gast der Carl Friedrich von Siemens Stiftung über das Thema einen Vortrag in deutscher Sprache (siehe Weblinks), der im Oktober 2005 in der Reihe SWR Tele-Akademie gesendet wurde. Er gab der Zeit und der FAZ Interviews zum Thema des Buches.
Diamonds Thesen, die er in Kollaps und seinem 1997 veröffentlichten Werk Arm und Reich entwickelt hatte, waren Gegenstand eines 2007 durchgeführten Seminars Questioning Collapse („den Kollaps hinterfragen“) von Archäologen, Historikern und Anthropologen. Die Teilnehmer brachten alternative Darstellungen der von Diamond vorgestellten gesellschaften Entwicklungen vor. Sie kritisierten vereinfachte Narrative von gesellschaftlichem Kollaps infolge einer Degradation der Umwelt. Stattdessen wollten sie den Aspekt der Resilienz von Gesellschaften hervorheben und holistisch analysieren, wie diese unter schwierigen, durch Ungleichheit und monarchische oder oligarchische Herrschaftsformen verschärften Umweltbedingungen reagierten.
Matthias Gorissen und Jochen Meissner kritisieren, dass Diamond gegen Ende des Buches immer stärker moralisiere. Einige seiner zentralen Fallbeispiele seien nicht haltbar, so die moralisierende Fabel vom „ökologischen Selbstmord“ der Osterinsel oder das von Diamond häufig herangezogene Argument von Dürrekrisen, was bezogen auf die Mayas nicht greife, ferner das Argument der Überbevölkerung als Ursache der Entwaldung Haitis. Diamond habe den Genozid auf der Osterinsel durch westliche Gesellschaften, eingeschleppte Seuchen, Sklavenjagd, Deportationen und ökonomische Ausbeutung ignoriert. Man könne nicht alle Kollapse auf Ökozide reduzieren. Schließlich fehle die Selbstreflexion des Autors im Hinblick auf seine eigene historische Verortung: Maya-Archäologen wüssten längst, dass ihre Szenarien vom Niedergang der untersuchten Gesellschaft eng an die Probleme der untersuchenden (U-)Gesellschaft gebunden waren. Die Verstrickung der USA in den Vietnamkrieg schlug sich in den Kollaps-Theorien der Archäologen der Faktor Krieg nieder.
Undiskutiert bleibt bei Diamond auch die Möglichkeit, gesellschaftliche Kollapse durch Komplexitätsminderung und Zerlegung der Gesellschaft in kleinere Einheiten zu vermeiden – im Sinne von Joseph Tainters Theorie vom Kollaps komplexer Gesellschaften.
Das Buch Kollaps war eine Inspirationsquelle für den Roman Der Wal und das Ende der Welt (2015) von John Ironmonger.

## Ausgaben
- Collapse: How Societies Choose to Fail or Succeed. Viking, 2004, ISBN 0-670-03337-5. Als Taschenbuch: Penguin, 2005, ISBN 0-14-303655-6.
- Kollaps. Warum Gesellschaften überleben oder untergehen. Aus dem Amerikanischen von Sebastian Vogel.
  - S. Fischer, Frankfurt 2005, ISBN 3-10-013904-6
  - Fischer-Taschenbuch-Verlag, Frankfurt 2006, ISBN 978-3-596-16730-2